# 青木裕子 (1950年生)
青木 裕子（あおき ゆうこ、旧姓:介川、1950年6月26日 - ）は、日本のフリーアナウンサー、朗読者。元NHKエグゼクティブアナウンサー。

## 人物
福岡県立修猷館高等学校を経て津田塾大学を卒業後、1973年（昭和48年）入局。
2010年6月30日、定年退職。朗読をライフワークとしており、退職に合わせ長野県軽井沢町に「軽井沢朗読館」を設立。2013年には同町立図書館館長に就任した。
現在も東京に自宅を置き、NHKでの仕事も継続している。

## 現在の出演
- 聞いて聞かせて 〜ブラインド・ロービジョン・ネット〜（NHKラジオ第2放送、月2回出演 2009.4-）
- 朗読 (ラジオ番組)（同上 随時）
- 軽井沢　朗読散歩（エフエム軽井沢）（土曜 21:00-21:30）

## 過去の出演番組
- スタジオ102
  - 月・木曜アシスタント 1976.4-1977.3
  - 火・金曜アシスタント 1977.4-1977.8
  - 水・土曜アシスタント 1977.9-1978.3
- ふれあいラジオパーティ（司会）
- NHKニュースワイド（平日サブキャスター 1981.1-1982.3）
- にっぽん列島ただいま6時（金曜日アシスタント 1986.4-1987.3）
- 世の中面白研究所（副所長2008.2.22、2008.3.31-2010.3.22）
- いとしのオールディーズ（司会）
- 随時テレビのドキュメント番組ナレーター

## 著書
- 『再婚トランプ―恋と夫と子供たち』（1992年・朝日新聞出版）
- 『二度目の結婚物語』（1996年・朝日新聞出版）：1998年放送のTBS系愛の劇場『再婚トランプ』の原作
- 『朗読画集 銀河鉄道の夜』（2004年・NHK出版、付属CDの朗読）ISBN 978-4140393970
- 『軽井沢朗読館だより』（2017年・アーツアンドクラフツ）ISBN 978-4908028199